# Фадеев, Фёдор Григорьевич
Фёдор Григорьевич Фадеев (род. 26 июня 1926, дер. Новая Полтавка, Полтавский район Челябинской области) — машинист паровоза локомотивного депо Брест-Восточный Белорусской железной дороги, Брестская область, Герой Социалистического Труда (1971).

## Биография
Фёдор Григорьевич Фадеев родился 26 июня 1926 года в деревне Новая Полтавка Полтавского района Челябинской области. Позже вместе с родителями переехал на станцию Каракалпак Ташкентской железной дороги.
В 1942 году, закончив 7 классов средней школы, поступил в Карагандинское железнодорожное училище и, успешно закончив его в 1943 году, был принят на работу помощником машиниста в паровозное депо г. Караганда.
В 1944 году был командирован на Брест-Литовскую железную дорогу. В 1945 году окончил обучение на курсах машинистов паровоза в г. Барановичи и стал работать машинистом паровоза Брестского локомотивного депо.
Фёдор Григорьевич Фадеев на участке Брест-Ковель впервые начал водить грузовые поезда весом в 2500 тонн, а позже — в 2800 и 3000 тонн. В то время нормой для данного участка были поезда весом в 1500 тонн. Позднее вес грузовых поездов, которые водил Фёдор Григорьевич, дошёл до 4,5 тысяч тонн. 
Член КПСС с 1951 года.
За достигнутые успехи в развитии железнодорожного транспорта Указом Президиума Верховного Совета СССР от 1 августа 1959 года Фадееву Фёдору Григорьевичу было присвоено звание Героя Социалистического Труда с вручением ордена Ленина и золотой медали «Серп и Молот».

## Награды
- Звание Герой Социалистического Труда (Указ Президиума Верховного Совета СССР от 1 августа 1959 года)[2];
- Золотая медаль «Серп и Молот» (1 августа 1959 года);
- Орден Ленина (1 августа 1959 года);
- Медаль «За трудовую доблесть»;
- Медаль «За трудовое отличие».